# Fonte Coberta
Fonte Coberta ist ein Ort und eine ehemalige Gemeinde (Freguesia) im nordportugiesischen Kreis Barcelos. Die Gemeinde hatte 576 Einwohner (Stand 30. Juni 2011).
Im Zuge der Gebietsreform am 29. September 2013 wurden die Gemeinden Fonte Coberta und Carreira zur neuen Gemeinde União das Freguesias de Carreira e Fonte Coberta zusammengefasst.